# Харченко Ігор Васильович
І́гор Васи́льович Ха́рченко — капітан Збройних Сил України, відзначився у ході російського вторгнення в Україну, учасник російсько-української війни, Герой України з врученням ордена «Золота Зірка» (2023).

## Життєпис
Народився 27 лютого 1989 року в селі Боромля Тростянецького району (з 2020 року Боромлянської сільської громади Охтирського району) на Сумщині. Після закінчення Боромлянської загальноосвітньої школи I—III ступенів вступив на навчання до Харківського національного університету Повітряних сил імені Івана Кожедуба. Отримавши диплом, був призначений до складу Збройних Сил України, де наразі і проходить військову службу.
Льотчик армійської авіації капітан Ігор Харченко за час відбиття широкомасштабного вторгнення РФ здійснив 107 бойових вильотів. 
21 березня 2022 року разом з пілотом Олексієм Гребенщиковим здійснив перший політ на підтримку захисників Маріуполя. 
Отримав високу державну нагороду 1 жовтня 2023 року з рук Президента України Володимира Зеленського в День захисників і захисниць України на території Національного історико-архітектурного музею «Київська фортеця» в присутності військово-політичного керівництва держави та іноземних дипломатів.

## Нагороди
- звання «Герой України» з удостоєнням ордена «Золота Зірка» (28 вересня 2023) — за особисту мужність і героїзм, виявлені у захисті державного суверенітету та територіальної цілісності України, самовіддане служіння Українському народові.
- орден Богдана Хмельницького III cтупеня (14 січня 2025) — за особисту мужність, виявлену у захисті державного суверенітету та територіальної цілісності України, самовіддане виконання військового обов’язку.
- орден Данила Галицького (06.06.2025) — за особисту мужність, виявлену у захисті державного суверенітету та територіальної цілісності України, самовіддане виконання військового обов’язку[5].